# Kleber Mendonça Filho

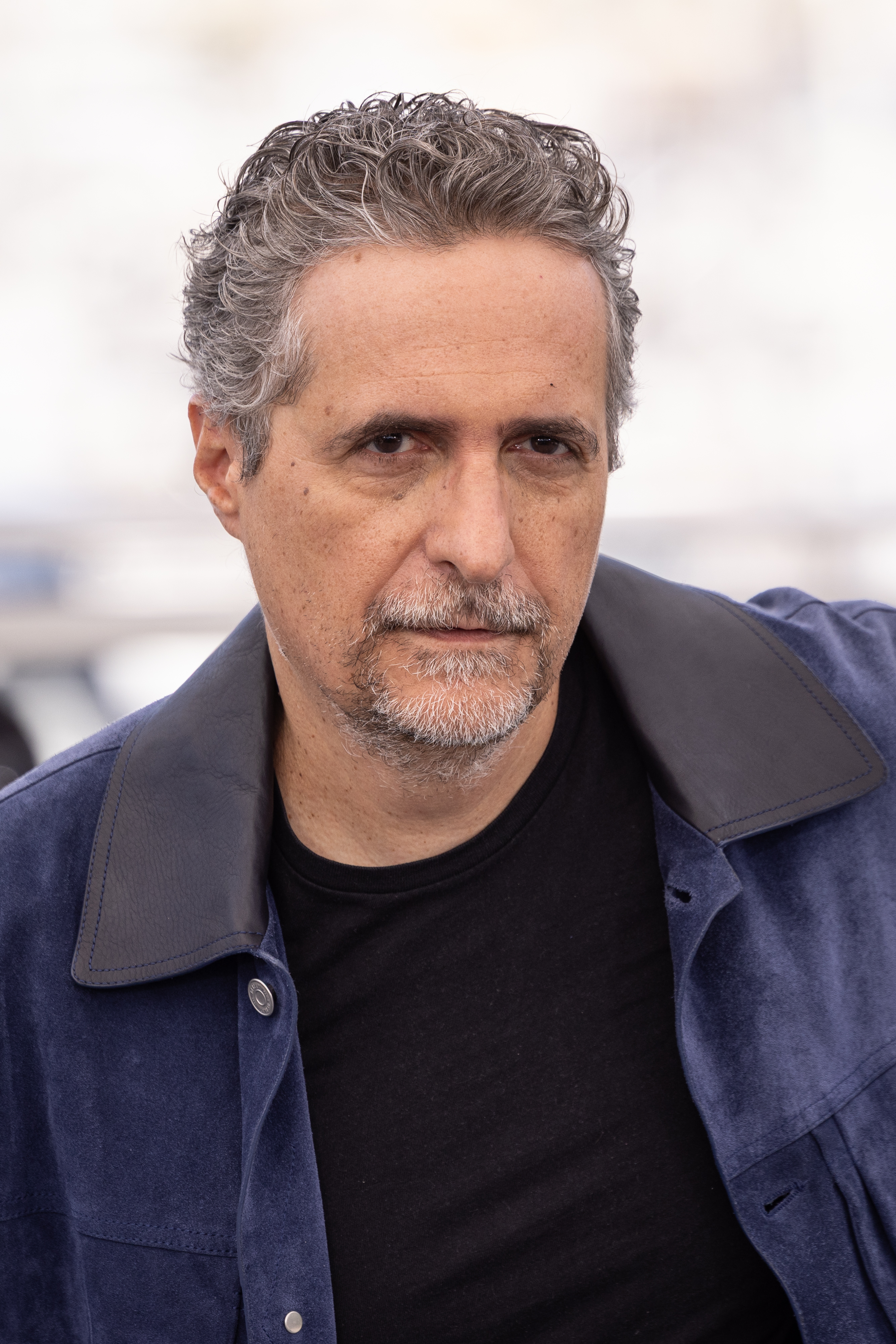
Kleber Mendonça Filho bei den Internationalen Filmfestspielen von Cannes 2025

Kleber Mendonça Filho (* 1968 in Recife) ist ein brasilianischer Filmregisseur und Drehbuchautor.

## Leben
Mendonça Filho studierte an der Universidade Federal de Pernambuco Journalistik und war nach Ende des Studiums als Journalist und Filmkritiker tätig. Seit den 1990er-Jahren ist er auch als Filmemacher tätig und schuf mit seiner eigenen Produktionsfirma CinemaScópio verschiedene experimentelle Kurzfilme sowie Dokumentarfilme. Sein erster Langdokumentarfilm wurde 2008 Critico, in dem 70 Filmkritiker und Regisseure zu Wort kommen.
Im Jahr 2012 veröffentlichte Mendonça Filho seinen ersten Langspielfilm Von großen und kleinen Haien. Im Film wird das Zusammenleben mehrerer Mieter in Recife gestört, als eine private Sicherheitsfirma für den Appartementkomplex eingestellt wird, und sich so unterschiedliche Sicherheit- und Unsicherheitsszenarien entwickeln. Von großen und kleinen Haien, der über 30 Auszeichnungen auf internationalen Festivals erhielt, bedeutete Mendonça Filhos Durchbruch als Filmemacher. Auch in seinem zweiten Spielfilm Aquarius beschäftigte sich Mendonça Filho mit der Wohnsituation in Recife. Für den Film um eine pensionierte Musikjournalistin (Sônia Braga), die sich gegen den Abriss ihres Wohnkomplexes wehrt, wurde Mendonça Filho erneut mit über 30 Filmpreisen ausgezeichnet, darunter mit dem Prix du Syndicat Français de la Critique in der Kategorie Bester ausländischer Film, dem FIPRESCI-Preis des Internationalen Festivals des Neuen Lateinamerikanischen Films und dem Sydney Film Prize des Sydney Film Festival für den besten Film. Zudem war er auf den Internationalen Filmfestspielen von Cannes 2016 für die Goldene Palme und die Queer Palm nominiert.
Im Jahr 2020 wurde er in die Wettbewerbsjury der 70. Internationalen Filmfestspiele Berlin berufen. Er übernahm dieselbe Aufgabe beim Festival von Cannes 2021 und bei den Filmfestspielen von Venedig 2024.
Im Jahr 2025 wurde sein Spielfilm The Secret Agent in den Hauptwettbewerb des 78. Filmfestivals von Cannes eingeladen, der ihm den Regiepreis einbrachte.

## Filmografie
- 1997: Enjaulado (Kurzfilm)
- 2002: A Menina do Algodão (Kurzfilm)
- 2004: Vinil Verde (Kurzfilm)
- 2005: Eletrodoméstica (Kurzfilm)
- 2007: Friday Night Saturday Morning (Kurzfilm)
- 2008: Critico
- 2009: Recife Frio (Kurzfilm)
- 2012: Von großen und kleinen Haien (O Som ao Redor)
- 2015: A Copa do Mundo no Recife (TV-Kurzfilm)
- 2016: Aquarius
- 2019: Bacurau
- 2019: Bacurau no Mapa (Dokumentarfilm)
- 2023: Retratos Fantasmas (Dokumentarfilm)
- 2025: The Secret Agent (O Agente Secreto)

## Auszeichnungen (Auswahl)
- 2012: Filmfestival von Gramado, Kikito in den Kategorien Bester Ton und Beste Regie, Publikumspreis und Kritikerpreis, für Von großen und kleinen Haien
- 2012: Nominierung Sutherland Award, London Film Festival, für Von großen und kleinen Haien
- 2012: Nominierung als Bester Film, Festival Internacional de Cine de Mar del Plata, für Von großen und kleinen Haien
- 2012: Première Brazil in den Kategorien Bester Film und Bestes Drehbuch, Festival do Rio, für Von großen und kleinen Haien
- 2012: FIPRESCI-Preis, International Film Festival Rotterdam, für Von großen und kleinen Haien
- 2012: Itamaraty Award für den besten brasilianischen Film, São Paulo International Film Festival, für Von großen und kleinen Haien
- 2013: Toronto Film Critics Association Award, Bestes Erstlingswerk, für Von großen und kleinen Haien
- 2016: Publikumspreis und Nominierung als Bester Film, Festival Internacional de Cine de Mar del Plata, für Aquarius
- 2016: Nominierung Goldene Palme und Queer Palm, Internationale Filmfestspiele von Cannes 2016, für Aquarius
- 2016: FIPRESCI-Preis, Havana Film Festival, für Aquarius
- 2016: Nominierung In Spirit for Freedom Award, Jerusalem Film Festival, für Aquarius
- 2016: Nominierung CineVision Award, Filmfest München, für Aquarius
- 2016: Sydney Film Prize für den besten Film, Sydney Film Festival, für Aquarius
- 2016: Nominierung Goldene Ähre für den besten Film, Semana Internacional de Cine de Valladolid, für Aquarius
- 2016: Nominierung Goldenes Auge für den besten internationalen spielfilm, Zurich Film Festival, für Aquarius
- 2017: Nominierung Chlotrudis Award, Bestes Originaldrehbuch, für Aquarius
- 2017: César-Nominierung, Bester ausländischer Film, für Aquarius
- 2017: Nominierung Independent Spirit Award, Bester internationaler Film, für Aquarius
- 2017: Prix du Syndicat Français de la Critique, Bester ausländischer Film, für Aquarius
- 2017: Auszeichnung Directors to Watch, Palm Springs International Film Festival, für Aquarius
- 2019: Preis der Jury, Internationale Filmfestspiele von Cannes, für Bacurau
- 2025: Regiepreis, Internationale Filmfestspiele von Cannes, für The Secret Agent